# Nora Elma Larrosa

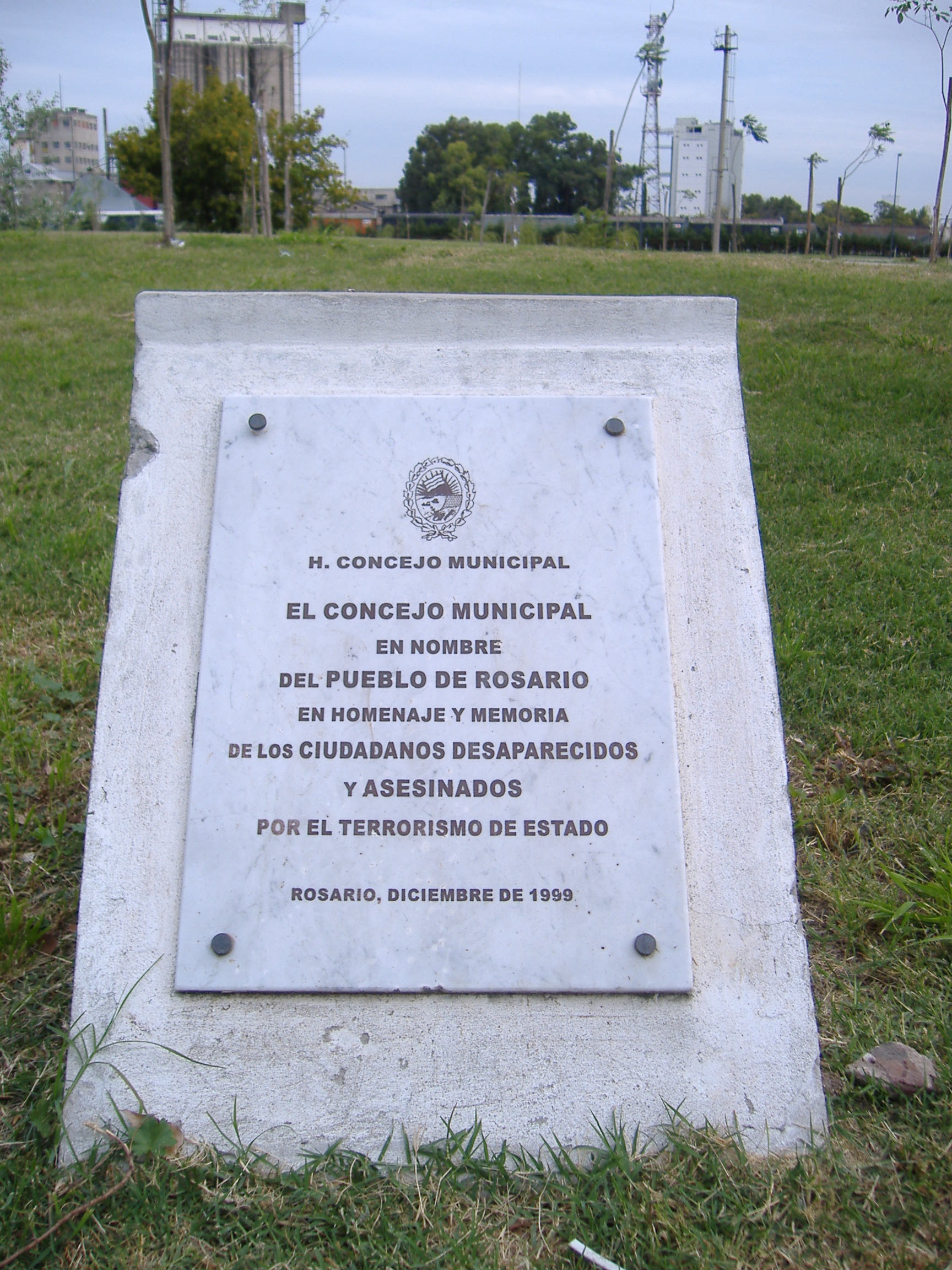
Recordatorio desaparecidos, Rosario

Nora Elma Larrosa (5 de septiembre de 1950, Rosario, provincia de Santa Fe, 18 de diciembre de 1976, Ibarlucea, Santa Fe) fue una maestra, psicóloga y militante de Montoneros víctima de la última dictadura cívico militar de Argentina

## Breve reseña
Realizó sus estudios en el Colegio Americano y en el Normal Nacional de Maestras en Lenguas Vivas N.º 1. Trabajó como maestra de nivel primario en la Escuela Vigil y como profesora del idioma inglés en la Escuela de “Las Consolatas”. En 1974 culminó sus estudios de Psicología en la Universidad Nacional de Rosario.
La llamada Misión Ivanissevich, (del Ministro de Educación Oscar Ivanissevich, entre agosto de 1974 y agosto de 1975), introdujo cambios en el orden universitario que apartaron a Nora Larrosa de dicho ámbito.

## Secuestro y asesinato
Fue secuestrada por la dictadura militar el 15 de diciembre de 1976 en una cita con su compañero de militancia Raúl Héctor García, en el Bar Pigalle, de Reconquista y Alberdi, del barrio de Arroyito. Fue trasladada al Centro Clandestino de Detención El Pozo. Tres días más tarde fue asesinada por el II° Cuerpo de Ejército en la llamada Masacre de Ibarlucea. Militaba en el Sindicato de Trabajadores de la Educación de Rosario (SINTER).

## Padres detenidos
Una de las fuentes para una investigación sobre la construcción de un archivo documental en el SINTER, fue el testimonio de su madre, que con los noventa años que tenía en ese momento,  contó cómo recorrió las cárceles de la dictadura junto a su marido buscando a su hija,  siendo finalmente detenidos ellos mismos.

## Masacre de Ibarlucea
La masacre ocurrió el 18 de diciembre de 1976. Seis jóvenes militantes políticos fueron asesinados en Ibarlucea por un grupo de policías rosarinos, a las órdenes directas de Agustín Feced. Las víctimas fueron Rodolfo Raúl Segarra, Horacio Humberto Melelli, Alberto Cristián Azam, Segundo Severino Núñez y Carlos Maximiliano Aguirre,  además de Nora Elma Larrosa,

## Documental
En septiembre de 1976 Amsafe Rosario presentó un documental sobre trabajadores de la educación desaparecidos que incluye además de Nora, a Raúl Héctor García, Miguel Ángel Urusa Nicolau, Osvaldo Seggiaro, María Susana Brocca, Ana María Gutiérrez, Graciela Elina Teresa Lotufo, Luis Eduardo Lescano Jobet,  y Elvira Estela Márquez Dreyer.